# Adam II. z Hradce
Adam II. z Hradce (1549 – 24. listopadu 1596 Praha) byl nejvyšší purkrabí pražský a nejvyšší kancléř Rudolfa II.

## Život

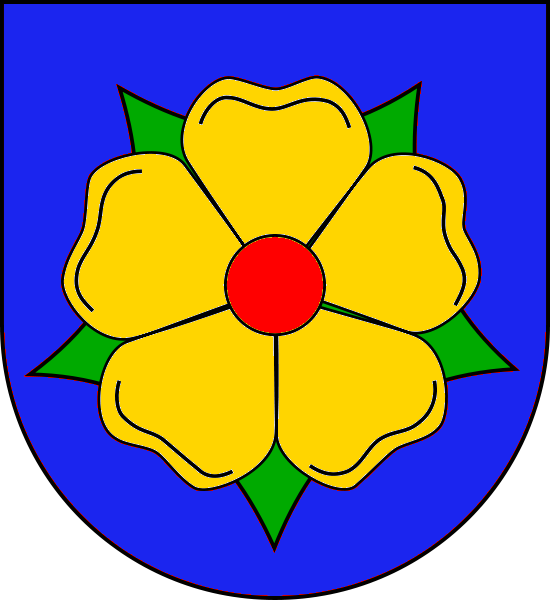
Erb pánů z Hradce

Byl synem Jáchyma z Hradce a Anny z Rožmberka. Jako malého chlapce ho otec poslal do Vídně jako společníka princů Rudolfa (Rudolf II.) a Arnošta. Při válečném tažení proti Turkům se nakazil syfilidou. Poté prince doprovázel při cestách po Evropě. Od roku 1585, kdy nemoc u něho pokročila natolik, že mu ochrnuly nohy, musel být nošen.
V roce 1574 zřídil úřad regenta jeho panství, kterým se stal Štěpán Vratislav z Mitrovic.
Dne 21. září 1574 se oženil s Kateřinou z Monfortu, pocházející ze štýrského hraběcího rodu. Jejími rodiči byli Jakub I. von Montfort-Pfannberg a Kateřina Fugger von Kirchberg.
Měl spor s svými poddaným ze Zbudovských Blat, kteří jej obviňovali ze zpronevěry tzv. sirotčích peněz. Po odepření poslušnosti poddaných, bylo několik poddanných, mezi nimi zbudovský sedlák Jakub Kubata, v roce 1581 popraveno.
Spolu se svou manželkou Adam založil v roce 1592 v Jindřichově Hradci jezuitskou kolej (gymnázium).
V červnu roku 1593 Rudolf II. jmenoval Adama z Hradce do úřadu nejvyššího purkrabí, tedy do úřadu, na který si dělal zálusk Jiří Popel z Lobkovic, jenž se však pro své drzé ambice císaři znelíbil.
Za Adama z Hradce pokračovaly renesanční úpravy zámku v Jindřichově Hradci. Jeho nákladný životní styl spojený s nutností skvělé reprezentace ho dovedl ke značným finančním těžkostem.
| „                            | [1596] V Praze zemřel na stupních pod Hradem pan Adam z Hradce, nejvyšší pražský purkrabí. Byl soužen dnou, takže ho musili sem tam nositi. Bylo rozprávěno, že pohřeb jeho těla stál 6000 kop českých grošů. | “ |
| — Mikuláš Daczický z Heslowa | |   |

Po jeho smrti zdědil majetek jeho sedmnáctiletý syn Jáchym Oldřich.

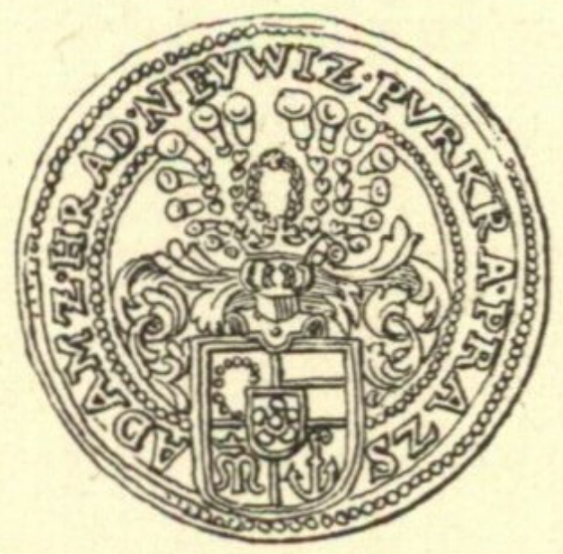
Žeton Adama II. z Hradce a Kateřiny z Montfortu (1595)

## Potomci
Kateřina z Montfortu mu porodila následující děti:
- 1. Vilém Zachariáš (1575–1589)
- 2. Bohunka (1576–1577)
- 3. mrtvý syn († 1578)
- 4. Anna Kateřina (1578–1596)
- 5. Jáchym Oldřich z Hradce (24. ledna 1579 – 23. ledna 1604), karlštejnský purkrabí, ⚭ (25. 1. 1598 Augsburg) Marie Maxmiliána z Hohenzollern-Sigmaringenu (31. října 1583 – 11. září 1649)
- 6. Lucie Otýlie z Hradce (1. prosince 1582 – 11. ledna 1633), ⚭ (13. 1. 1602 Jindřichův Hradec) Vilém Slavata z Chlumu a Košumberka (1. prosince 1572 – 19. ledna 1652), nejvyšší kancléř Českého království 1628–1652, nejvyšší číšník Českého království, nejvyšší zemský sudí Českého království
- 7. Dorotka (1594–1604)